# Caroline Lange (Schauspielerin)
Caroline Lange, auch Caroline Löning (1802 in Braunschweig – nach 1852 in Stuttgart) war eine deutsche Kinderdarstellerin und Theaterschauspielerin.

## Leben
Lange war die Tochter des Schauspielers Schultz und wurde schon frühzeitig als Kinderdarstellerin eingesetzt. Sie betrat die Bühne zuerst in Lübeck bei ihrem Stiefvater Hinze. Dann war sie lange Zeit auf Gastspielen in Schwerin, Wismar, Rostock, Hamburg und Magdeburg tätig. Erst in Bremen fand sie wieder eine Festanstellung. Hier heiratete sie den britischen Rittmeister Löning, spielt aber weiterhin immer nur unter ihrem Geburtsnamen. Von 1822 bis 1826 war sie Mitglied des Breslauer Theaters, von 1826 bis 1829 des Aachener Theaters und von 1829 bis 1832 in Mannheim. 1832 wechselte sie an das Hofburgtheater. Dort vollzog sie den Wechsel vom Fache der munteren und tragischen Liebhaberinnen in das Mutterfach. Angeblich aus Mangel an Beschäftigung verließ sie Wien 1836 und nahm ein Engagement am Hoftheater Stuttgart an. Dort erfüllte sie das Fach der tragischen Mütter und Anstandsdamen mit Leben. 1852 ging sie in den Ruhestand. Sie blieb in Stuttgart, wo sie einige Jahre später starb.